# Ringer-Ozeanienmeisterschaften 1986
Die Ringer-Ozeanienmeisterschaften 1986 wurden um den 16. Mai 1986 in der neuseeländischen Stadt Auckland ausgetragen, gerungen wurde ausschließlich im Freistil. Erfolgreichste Nation bei der ersten Austragung der Kontinentalmeisterschaften war der Gastgeber Neuseeland.

## Ergebnisse
| Gewichtsklasse | Gold              | Silber         | Bronze          |
| -------------- | ----------------- | -------------- | --------------- |
| bis 48 kg      | Mathew Brown      | Jiun-Yim Hour  | Steven Maitland |
| bis 52 kg      | Shane Stannett    | James McAlary  | Dane Kaneshiro  |
| bis 57 kg      | Steven Reinsfield | Graeme Hawkins | Brent Hollamby  |
| bis 62 kg      | Stephen Bell      | Dan Cumming    | John Robinson   |
| bis 68 kg      | Wayne Wrathall    | Trent Scott    | Ian Hooker      |
| bis 74 kg      | Geoff Marsh       | Zane Coleman   | David Attard    |
| bis 82 kg      | Wally Koenig      | Ivano Rutten   | Keith Kirby     |
| bis 90 kg      | Grant Parker      | Woodie Sardin  | Alan Thompson   |
| bis 100 kg     | Robert Algie      | George Logson  | Gabriel Toth    |
| über 100 kg    | Drew Schaeffer    | Carl Otholt    | Grant Keily     |

## Medaillenspiegel
| Platz | Land              | Gold | Silber | Bronze | Gesamt |
| ----- | ----------------- | ---- | ------ | ------ | ------ |
| 1.    | Neuseeland        | 6    | 4      | 5      | 15     |
| 2.    | Australien        | 3    | 2      | 2      | 7      |
| 3.    | Hawaii            | 1    | 3      | 3      | 7      |
| 4.    | Chinesisch Taipeh | 0    | 1      | 0      | 1      |